# Manota montana
Manota montana är en tvåvingeart som beskrevs av Soli 1993. Manota montana ingår i släktet Manota och familjen svampmyggor.
Artens utbredningsområde är Tanzania. Inga underarter finns listade i Catalogue of Life.